# Luigi Abete
Luigi Abete (Roma, 17 febbraio 1947) è un imprenditore e dirigente d'azienda italiano.
È stato presidente della Banca Nazionale del Lavoro per 23 anni, dal 1998 al 2021.

## Carriera
Appartenente ad una famiglia di origini campane, Luigi Abete è figlio del cavalier Antonio Abete e di Maria Basile. Laureato in giurisprudenza e specializzato in diritto sindacale, è presidente della Banca Nazionale del Lavoro, ed amministratore delegato della A.Be.T.E. SpA (Azienda Beneventana Tipografia Editoriale), azienda di famiglia operante nel settore grafico, fondata dal padre Antonio Abete nel 1946. Inoltre fa parte del consiglio di amministrazione della Carlo Erba Farmitalia.
Membro del Comitato Esecutivo dell'Aspen Institute Italia. Nel 1978 è eletto presidente del "Comitato nazionale giovani imprenditori". Successivamente ha presieduto il Comieco (Consorzio Nazionale Recupero e Riciclo degli Imballaggi a base Cellulosica) e, quindi, eletto vice presidente della Confindustria, incarico che lascia nel 1982 alla scadenza del secondo biennio (massimo consentito dallo Statuto confindustriale); rimane, comunque, nel "Consiglio direttivo" della Confederazione e nel 1992 viene eletto presidente di Confindustria, incarico che ricoprirà fino al 1996. Successivamente ha ricoperto la presidenza dell'UIR, Unione degli Industriali di Roma, sino al novembre 2008.
Nel 1993 è nominato presidente della LUISS Guido Carli, carica che terrà fino al 2001 (conserva la carica di presidente onorario e presidente della Business School); nel 1996 fonda il gruppo editoriale Sviluppo Programmi Editoriali, dal gennaio 1997, ricopre la carica di amministratore delegato dell'Ente Cinema SpA e dal luglio dello stesso anno è presidente di Cinecittà SpA. Dall'agosto 1998, è presidente della Banca Nazionale del Lavoro. Da giugno 2009 è Presidente dell'Assonime (Associazione fra le Società italiane per Azioni). È stato anche vice presidente dell'ABI (Associazione bancaria italiana).
Il 31 maggio 2000 è insignito dell'onorificenza di Cavaliere del lavoro. Il 7 giugno 2006 è rinviato a giudizio dal Gip del tribunale di Palmi, in qualità di legale rappresentante della Banca Nazionale del Lavoro (BNL) per il reato di usura, a seguito di una denuncia presentata alla Procura della Repubblica da parte di un imprenditore di Rizziconi, Nino De Masi. L'accusa per la BNL e per altre banche era relativa all'applicazione di tassi di interesse superiori a quelli fissati per legge. Tra gli altri imputati eccellenti figuravano Cesare Geronzi, ex presidente di Capitalia e Dino Marchiorello, ex presidente della Banca Antonveneta. Il 7 novembre 2007 è poi stato assolto dal tribunale di Palmi, insieme agli altri otto imputati, con formula piena e nello specifico "per non aver commesso il fatto". Il 22 giugno 2007 l'Università del Sannio, che ha la propria sede a Benevento, città di cui la famiglia Abete è originaria, gli ha conferito la laurea honoris causa in Economia e Commercio.
Nell'agosto 2012 ricoprendo il ruolo di presidente di Cinecittà Studios, affronta una protesta da parte degli operatori degli Studios iniziata il 4 luglio 2012 contro il piano di ristrutturazione di Cinecittà ideato e proposto da Abete medesimo e i suoi collaboratori. 
Nel 2014 è fra i fondatori dell'agenzia di stampa Askanews, della quale è stato amministratore delegato. Nello stesso anno finanzia il progetto Cinecittà World, parco divertimenti isprirato al cinema.
A giugno 2015 viene citato in giudizio con 12 funzionari e manager della BNL dalla procura di Trani che indaga su rischiosi contratti derivati affibbiati ai propri clienti da diversi istituti di credito. Nel febbraio 2019 con la BNL è rinviato a giudizio per usura dal tribunale di Cagliari.
È Presidente di Luiss Business School, presidente e amministratore delegato di Civita Cultura Holding (costola dell'Associazione Civita presieduta da Gianni Letta), del Premio Anima e membro dell'Aspen Institute Italia.
È fratello di Giancarlo Abete, imprenditore grafico ed ex presidente FIGC. In passato è stato sposato con Gabriella Rosito, con cui ha avuto due figli, Antonio e Caterina.